# Zixing
Zixing, tidigare romaniserat Tzehing, är en stad på häradsnivå som lyder under Chenzhous stad på prefekturnivå i Hunan-provinsen i sydöstra Kina.